# أرنولف من بافاريا
الأمير أرنولف من بافاريا (بالألمانية: Arnulf von Bayern) (و. 1852 – 1907 م) هو ضابط ألماني، ولد في ميونخ، ويحمل رتبة عسكرية كولونيل عام، توفي في البندقية، عن عمر يناهز 55 عاماً.

## جوائز
حصل على جوائز منها:

نيشان فرسان القديس أندراوس